# Нахара
Нахара — село в Сунтарском улусе Республики Саха (Якутии). Расположено на левом берегу реки Вилюй, на участке между устьями рек Мангкылах и Бору-Юрях. Центр и единственный населённый пункт Нахаринского наслега, включающего также покинутый в советское время посёлок Соколиный. 

## География
Нахара расположена в 16 км к югу от села Хордогой и в 32 км к северо-западу от села Крестях. Ближайший город — Мирный, расположен в 90,2 км западнее.

## История
Согласно Закону Республики Саха (Якутия) от 30 ноября 2004 года N 173-З N 353-III село  возглавило образованное муниципальное образование Нахаринский наслег.

## Население
| 2002 | 2010 | 2012 | 2013 | 2014 | 2015 | 2016 |
| ---- | ---- | ---- | ---- | ---- | ---- | ---- |
| 123  | ↘113 | ↘111 | ↘105 | ↘102 | ↘101 | ↗103 |
| 2017 | 2018 | 2019 | 2020 | 2021 |      |      |
| ↘102 | ↗105 | ↗109 | ↘108 | ↗110 |      |      |